# Sophronica feai
Sophronica feai är en skalbaggsart som beskrevs av Stephan von Breuning 1943. Sophronica feai ingår i släktet Sophronica och familjen långhorningar.
Artens utbredningsområde är Myanmar. Inga underarter finns listade i Catalogue of Life.